# Burgstall (kulle i Österrike, Wien)
Burgstall är en kulle i Österrike.   Den ligger i  förbundslandet Wien, i den östra delen av landet, 7 km norr om huvudstaden Wien. Toppen på Burgstall är 295 meter över havet, eller 22 meter över den omgivande terrängen. Bredden vid basen är 0,25 km.
Terrängen runt Burgstall är platt österut, men västerut är den kuperad. Runt Burgstall är det mycket tätbefolkat, med 3 623 invånare per kvadratkilometer.. Närmaste större samhälle är Wien, 7,0 km söder om Burgstall. 
Runt Burgstall är det i huvudsak tätbebyggt.